# Jacek Chruściński
Jacek Leszek Chruściński (ur. 15 kwietnia 1961 w Krakowie) – polski muzyk, gitarzysta basowy, publicysta, kompozytor i aranżer.

## Życiorys
Karierę rozpoczynał w wieku 17 lat w krakowskiej rockowej grupie Tryton, następnie grał w zespole Blef i w jazzowym combo Przemysława Gwoździowskiego – Axis. W roku 1983 rozpoczął występy z założoną przez gitarzystę Ryszarda Philipsa i Wojciecha Misiaszka grupą Monkey Business. Rok później został liderem tego zespołu. Równocześnie kontynuował studia z zakresu filologii polskiej na Uniwersytecie Jagiellońskim.
W 1985 roku otrzymał od lidera grupy Wawele, Jana Wojdaka, propozycję artystycznej współpracy. Z Wawelami nagrał 16 albumów, z czego dwie płyty zdobyły miano złotej, a także zarejestrował kilkanaście teledysków i trzy programy telewizyjne. Z zespołem tym koncertuje do dziś.
Równolegle występował nadal w grupie Monkey Business, a w 1992 założył zespół – Charming Beauties, który po zawieszeniu działalności w roku 1997, reaktywował w roku 2006. W latach 1995–1998 występował także w międzynarodowym zespole rockowym Seven B. Od roku 1999 gra nieprzerwanie w grupie blues-rockowej Bluesmobile. W roku 2013 podjął współpracę z zespołami Krecia Robota i Makar Trio. W roku 2016
zaczął grać w formacji Maciej Kłeczek i przyjaciele, a rok później został członkiem brytujskiej grupu Keith Thompson Band, z którą nagrał już 3 płyty!
Łącznie ma w swoim dorobku już ponad 90 płyt, współpracując z gwiazdami polskiej i światowej estrady:
- Haliną Frąckowiak, Krystyną Giżowską, Ireną Jarocką, Anną Jurksztowicz, Jolantą Kubicką, Grażyną Świtałą, Ireną Woźniacką
- Andrzejem Dąbrowskim, Andrzejem Dyszakiem, Ziemowitem Kosmowskim, Andrzejem Rybińskim, Jaremą Stempowskim, Zbigniewem Wodeckim i Andrzejem Zauchą.

Wśród artystów zagranicznych, z którymi występował są: Petra Janu, Jumping Alex, Liam McMurray, Atma Anur, Oliver Mally, Wolf Mail, Chuc Frazier i Keith Thompson.
Koncertował wielokrotnie za granicą m.in. w Niemczech, Szwajcarii, Austrii, Danii, Norwegii, Francji, Belgii, Holandii, Rosji, Litwie, Kazachstanie, Gruzji, Czechach i na Słowacji a także na Ukrainie, na Węgrzech, w dawnych ZSRR i Czechosłowacji oraz Jugosławii.
W roku 2009 otrzymał wraz z Wawelami nagrodę Ministra Kultury i Dziedzictwa Narodowego za działalność na rzecz polskiej kultury muzycznej. W 2016 miasto Kraków uhonorowało go medalem Honoris Gratia.

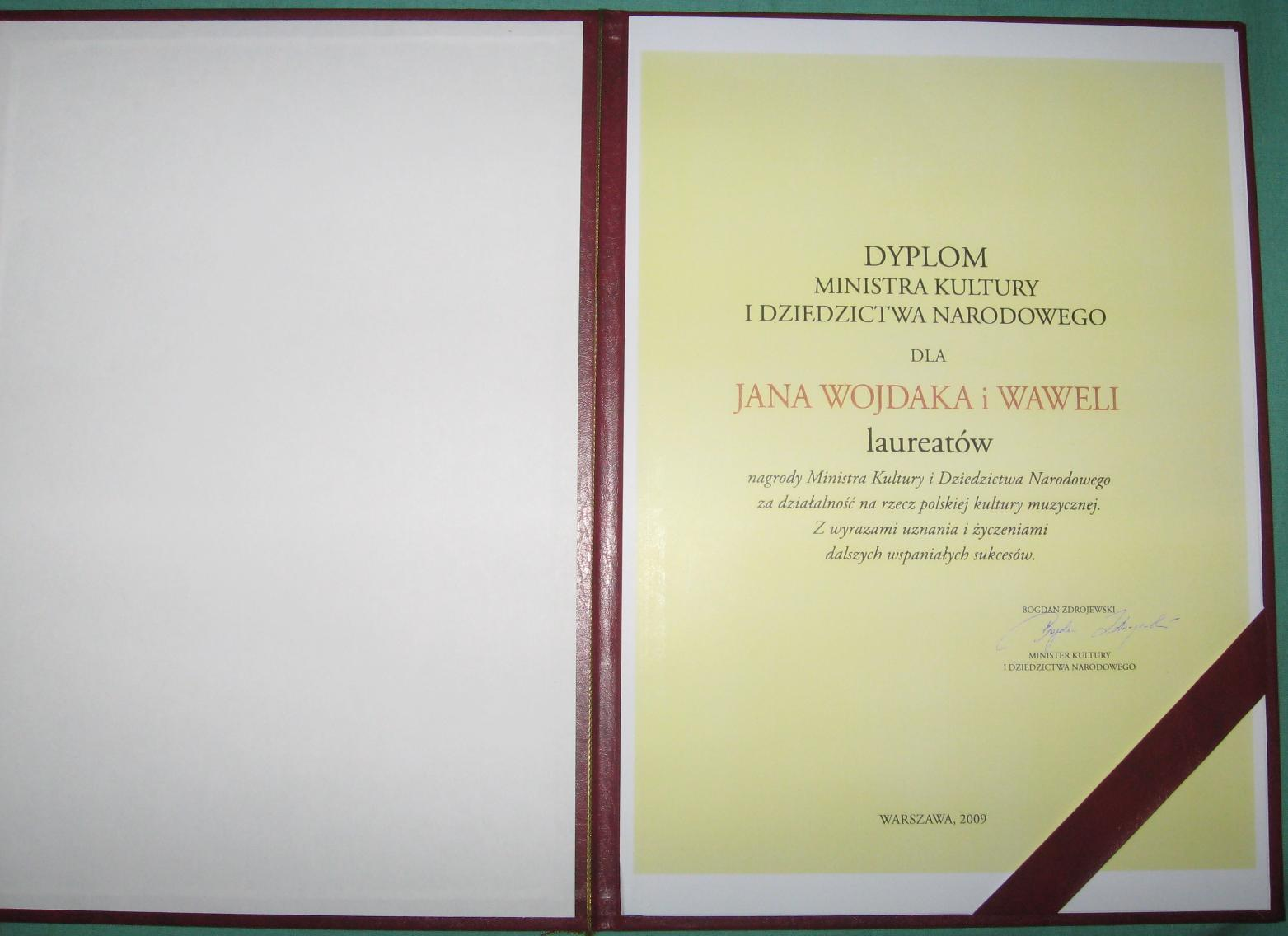
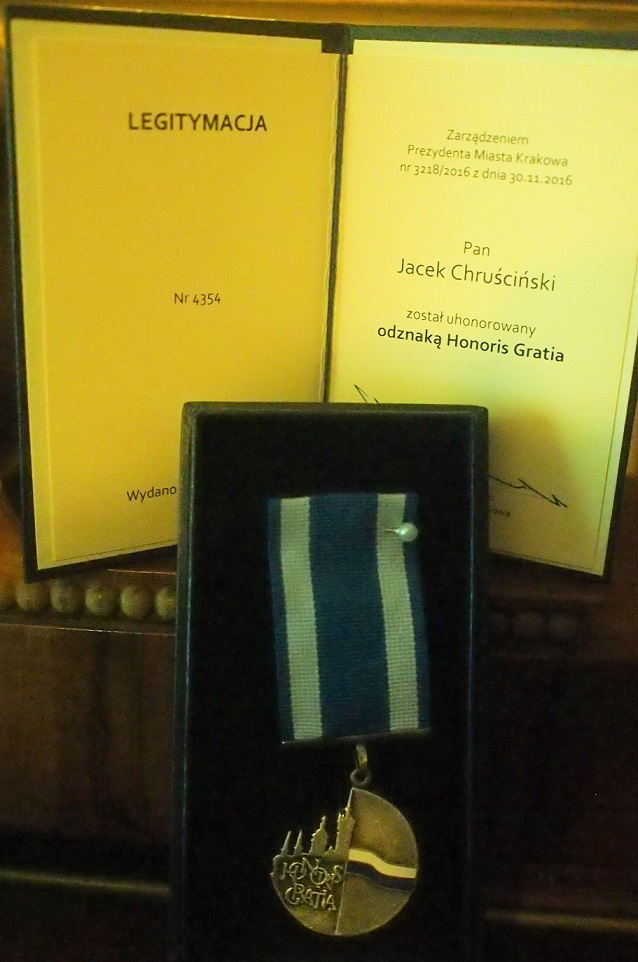

## Działalność pozamuzyczna
W latach 1994–2003 wspólnie z Arturem Charwatem prowadził krakowski klub muzyczny „Blues Club Klinika 35”. Od połowy lat 1990. pisał cykliczne artykuły do Dziennika Polskiego. W roku 2006 ukazał się jego zbiór opowiadań pt. Bania. Prowadzi działalność pedagogiczną (warsztaty i wykłady) oraz popularyzatorską (audycje w radiu i artykuły w prasie). Jest też zaangażowany w profilaktykę antynarkotykową, prowadząc na ten temat prelekcje i spotkania z młodzieżą.

## Życie prywatne
Jest żonaty z Anną, mają dwoje dzieci. Pieczętuje się herbem Junosza. Jest wnukiem Zygmunta Chruścińskiego – piłkarza Cracovii i reprezentanta Polski.

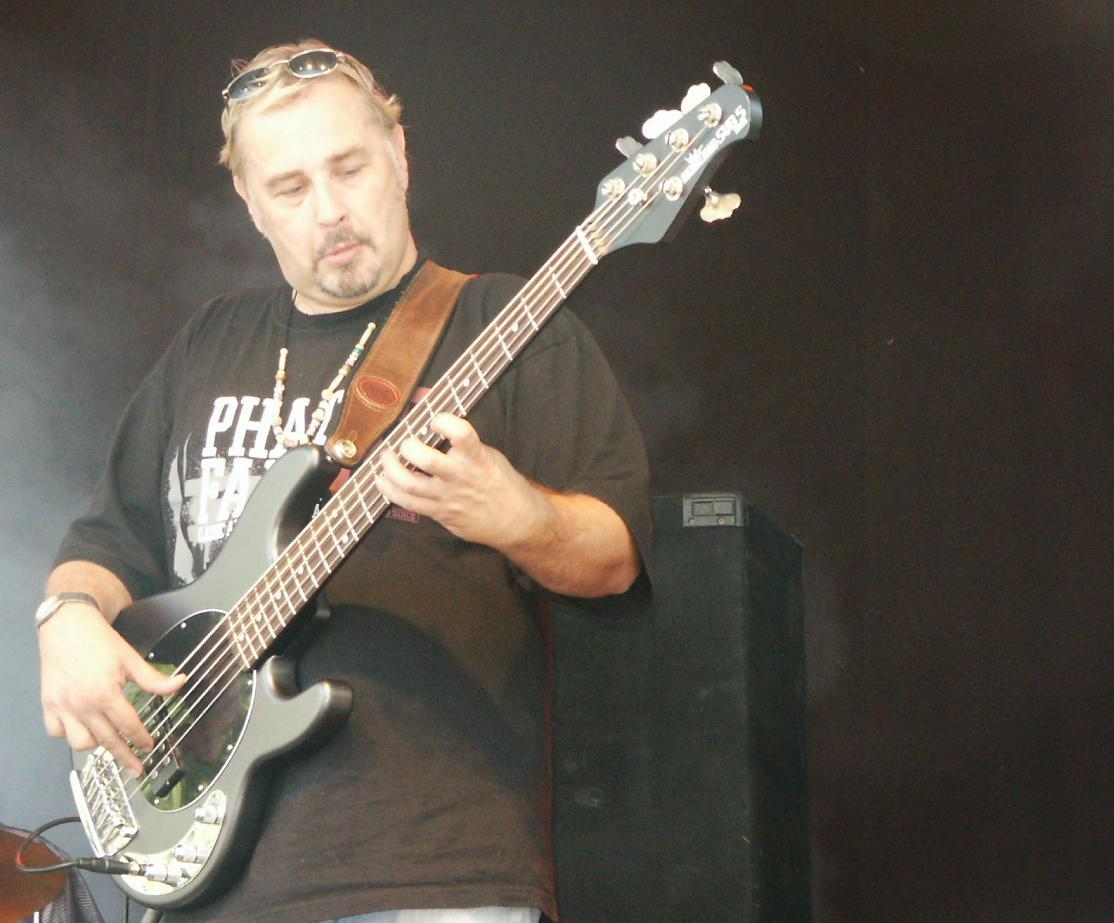
Jacek Chruściński (2007)

## Instrumentarium, sprzęt
- gitary basowe:
  - FENDER PRECISION BASS – czterostrunowa gitara basowa
  - ERNIE BALL MUSIC MAN SUB 5 – pięciostrunowa gitara basowa
- wzmacniacze:
  - FENDER BASSMAN TEN 50 50 watowy lampowy wzmacniacz basowy typu Combo
  - NEMESIS NC-200A by EDEN ELECTRONICS, 200 watowy wzmacniacz basowy typu Combo
  - WXT-500 by EDEN ELECTRONICS, 500 watowy wzmacniacz basowy typu Głowa
  - AMPEG PORTAFLEX PF500, 500 watowy wzmacniacz basowy typu Głowa
  - NEMESIS NSP 212(E) by EDEN ELECTRONICS, 400 watowa kolumna głośnikowa
  - AMPEG 115HE, 400 watowa kolumna głośnikowa
  - AMPEG 810AV, 800 watowa kolumna głośnikowa

## Wybrana dyskografia
- 1986 Wawele – Na strunach gitary (Pronit)[1]
- 1987 Marek Marecki – Słodkie bułeczki (Polmusic)
- 1988 Sylwia – Hity dla nastolatków (Polmark)
- 1989 Helka Żarówka – Dziewczyna made in Poland (Fraza)
- 1990 Irena Woźniacka – Miss Polonia (Polskie Nagrania „Muza”)
- 1990 Wawele – Małe oceany (Polmark)
- 1990 Emil Karewicz – Łabędzi śpiew Brunnera (JWR)
- 1991 Sylwia – Nie da rady bez lambady (Polmark)
- 1991 Wawele – Wawele & Jan Wojdak (MANO)
- 1992 Baśnie Grimmów – (Poker Sound)
- 1992 Boss – A ty jesteś taki (Poker Sound)
- 1993 Charming Beauties – Womanizer (DBC)
- 1996 Seven B – Mirror (RockStudio)
- 1997 Wawele – Zaczarowany fortepian (Polside Music)
- 1998 Wawele – Złote Wawele 2CD (Polonia Records)
- 1999 Klinika Blues Session – Crossroads (Polmusic)
- 2000 Wawele – Najpiękniejsze kolędy polskie (MCD)
- 2000 Wawele – Platynowe przeboje 2CD (Marfix)
- 2000 Bluesmobile – Live at KDK (RL Records)
- 2001 Wawele – Złota kolekcja (Pomaton EMI)
- 2002 Bluesmobile – Pojedynczy człowiek (Falco)
- 2002 Wawele – Najlepsze – Niepokonani (Universal Music Polska)
- 2003 J. Chruściński, J. Dewódzki, A. Knapik – Pasiaste serce (Falco)
- 2003 Bluesmobile i in – Skazani na Bluesa (Omerta Art)
- 2003 Wawele – Wawele i przyjaciele (Marfix)
- 2003 Sławomir Wierzcholski – Serce za serce (Kwart Music Polska)
- 2004 Jacek Dewódzki – Zapytaj o mnie (Kwart Music Polska)
- 2004 Halina Frąckowiak – Gdzie siódme niebo (Kwart Music Polska)
- 2005 Wawele – Polska husaria (Kwart Music Polska)
- 2005 Bluesmobile – Galicja Blues Festival (KDK)
- 2005 Jaco – Dyktat Orek (Marca)
- 2005 Various Artists – Galicja Blues Festival (UM Krosno)
- 2006 Wawele – W moim sercu Wisła (Kwart Music Polska)
- 2007 Wawele – Żółte plaże (MTJ)
- 2007 Wawele – Piosenka nie z tej ziemi (Kwart Music Polska)
- 2007 Charming Beauties – Pora szarych drzew DVD (Monolith)
- 2007 Wawele – Zostań z nami melodio 5CD Box (MTJ)
- 2008 Bluesmobile – Antologia Polskiego Bluesa (Warner Music Poland)
- 2010 Gosia Kotwica – Kraj miłości (KMPCD)
- 2010 Bluesmobile – Dla przyjaciół DVD (TP)
- 2011 Wawele – Ballady z walizki (MTJ)
- 2013 Makar Trio – Album nr 1 (Gama)
- 2013 Krecia Robota - Kraków czuje bluesa (KMK)
- 2017 Mariusz i Kazik - MAK (Gama)
- 2019 Maciej Kłeczek i Przyjaciele - Sumienie (Gama)
- 2019 Keith Thompson Band - Transcendence (Densitymusic)
- 2019 Keith Thompson Band - Blueseruption (smithco.nl)
- 2020 Keith Thompson Band - Up close and live (HRP Records)